# Iphionella
Iphionella är ett släkte av ringmaskar. Iphionella ingår i familjen Polynoidae.
Kladogram enligt Catalogue of Life:
| Iphionella | \| \| Iphionella philippinensis \| \| \| \| \| \| Iphionella risensis \| \| \| \| |
|            | \| \| Iphionella philippinensis \| \| \| \| \| \| Iphionella risensis \| \| \| \| |
|            | Iphionella philippinensis                                                         |
|            |                                                                                   |
|            | Iphionella risensis                                                               |
|            |                                                                                   |